# Mléčná jeskyně

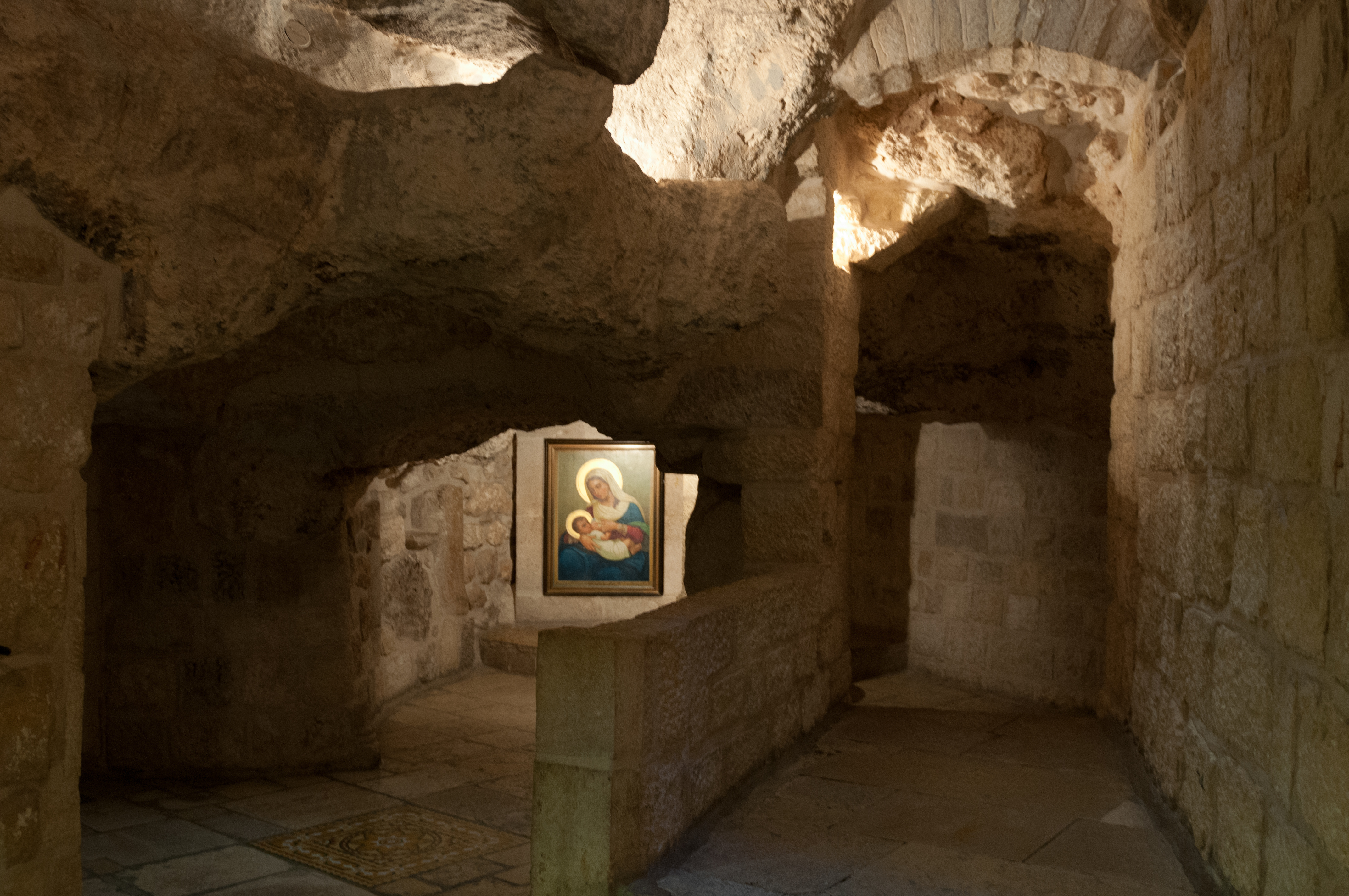
Grotta s obrazem

Mléčná jeskyně, též Jeskyně Mléka Panny Marie (anglicky: Milk Grotto, Margharet Sitti Miriam, Grotto of the Lady Mary) je název pro jeskyni nacházející se nedaleko od centra Betléma, na ulici Mléčné jeskyně. V této jeskyni se údajně ukryla svatá rodina na útěku před vražděním neviňátek. Podle legendy tam Panně Marii ukáplo mateřské mléko a zbarvilo skálu doběla - odtud název Mléčná jeskyně.

## Legenda o vzniku názvu
Po Ježíšově narození v jednom betlémském chlévě (Lk 2,7) zdržovali se Maria a Josef podle rané křesťanské tradice s novorozeným dítětem nějakou dobu v obyvatelné jeskyni, dříve než museli utéct do Egypta před Herodovými vojáky. Také mudrci z Východu tam uctili Božské dítě. Tato tradice se odvolává na evangelisty Matouše (2,11). Tradice pak vypráví dále:"Když tam Maria své dítě kojila, několik kapek mléka spadlo na zem a celá jeskyně se stala bílou."

## Historie
Mléčná jeskyně je členitá podzemní grotta o třech prostorách. Již od prvních století je uctívána jako dům Svaté rodiny. Také církevní otec svatý Jeroným, který ve 4. století žil více než 30 roků v Betlémě, o tom podává zprávu. Kolem roku 385 byla nad jeskyní zřízená první kaple. Od 7. století si odnášeli poutníci úlomky z vápencové skály jeskyně jako upomínku do Evropy. Podle prohlášení papeže Řehoře XI. z roku 1375 je toto místo uznáno církví jako svaté místo. V roce 1872 postavil nad jeskyní řád Františkánů malý kostelík. Umělečtí řemeslníci z Betléma ozdobili oltář perletí jako výraz své lásky k Panně Marii. Dále se zde nachází posvátná soška a několik obrazů Panny Marie kojící dítě a sousoší svaté rodiny V roce 2007 zde byla otevřena nová moderní kaple zasvěcená Matce Boží, která je spojena chodbou s Mléčnou jeskyní.

## Uzdravující účinky
Mnoho žen, které sem přicházejí, namáčí své prsty do oleje „věčného světla“ u jeskyně a dotýkají se jimi svých prsou. Matky zcela samozřejmě kojí své dítě před obrazem Madony. Lidé věří, že tato jeskyně je posvátným místem, kam se lidé chodí modlit za své narozené i nenarozené potomky a ženy zde prosí za vyléčení neplodnosti či jiné problémy spojené s mateřstvím. Stěny jedné z místností v prostorách Mléčné jeskyně jsou polepené dopisy a fotografiemi dětí z celého světa. Jsou svědectvím a díkem za vyslyšené modlitby a za splněná přání mít dítě. Jedno foto ukazuje matku z Argentiny, jak šťastně drží své novorozeně v náručí. Jedna matka ze Španělska píše: „Carmen je darem nebe.“ Jeden manželský pár z Itálie: „V hluboké vděčnosti Naší Milé Paní za našeho syna Jamie.“
Mnoho rodičů přináší své děti z daleka vzdálených zemí jako Sri Lanka, USA, Kanada, Bermudy nebo Anglie k malému oltáři v jeskyni, aby poděkovali. Nepřicházejí však jen ženy všech křesťanských vyznání, také muslimské matky hledají pomoc u „Sittna Mirjam“, u naší Milé Paní Miriam, jak je Pana Maria nazývána v Koránu.“ Aby svoji víru posílily a spojovaly s jeskyní, mohou tyto ženy dostat tzv. „mléčný prášek“ z měkkého jeskynního vápence, který si přimíchají do svého nápoje. K tomu radí františkáni rodičům modlit se třetí tajemství radostného růžence „kterého jsi, Panno, v Betlémě porodila“. U kaple v prostorách Mléčné jeskyně je schránka, kam příchozí vkládají lístečky se svými prosbami k Panně Marii. Za vyslyšení veškerých proseb se zde dnem i nocí modlí příslušnice řádu Sester věčného Uctívání Nejsvětější Svátosti.

## Řád Sester věčného Uctívání Nejsvětější svátosti
Řád Sester věčného Uctívání Nejsvětější Svátosti byl založen Kateřinou Sordini, která se narodila 16. dubna 1770 jako čtvrté z devít dětí v italském Grossetu a byla papežem Benediktem XVI. 29. dubna 2007 blahořečená. Přímo vedle Mléčné jeskyně byl založen klášter tohoto řádu, který těsně spolupracuje s františkány. V tomto klášteře žijí řádové sestry z Brazílie, Francie, Španělska, Polska, Mexika, Irska a z Filipín. Kaple, ve které se konají pobožnosti sester, je spojena chodbou s Mléčnou jeskyní. Místní křesťané, a také poutníci do Svaté země mohou před Nejsvětější Svátostí, kde je stále přítomná jedna sestra, prodlévat v tichém uctívání a zanechat svoje prosby napsané na lístku. Kromě doby určené k modlitbě ženy vykonávají ruční práce jako vázání růženců nebo vyšívání ornátů.
Dnes se tento řád nachází na čtyřech kontinentech a disponuje více než 90 kláštery v Evropě, Asii, Africe a Jižní Americe. Sestry lze poznat podle světlého červeného škapulíře na jejich bílém řeholním šatě. Svým založením zanechala Matka Marie Magdaléna příklad spojení mezi klášterním životem a charismatem věčného uctívání celých 24 hodin před Nejsvětější Svátostí. Inspirovány láskou k Eucharistii charakterizují tyto oba aspekty jako dar Boží život těchto sester. Svou denní modlitbou u Mléčné jeskyně přispívají sestry v extrémně obtížné politické situaci k obnovení míru ve Svaté zemi.